# Biorn Borg
Biorn Borg fue una banda de rock originaria de Quito, Ecuador, oficialmente activa entre 2007 y 2012.

## Trayectoria
La agrupación fue conformada en enero de 2007 por Toño Cepeda, bajista de Can Can, quien quiso plasmar un proyecto paralelo con mayor influencia de sonidos punk y grunge, junto al guitarrista Pablo Maya y al letrista Jorge Izquierdo. Posteriormente se suman la cantante Sofía Abedrabbo, el también guitarrista Sebastián Game y el baterista Bastián Napolitano, debutando en los escenarios quiteños en noviembre de ese mismo año.
En 2009 editan su álbum debut Todo se destroza, destacando temas con títulos alusivos al tenista sueco Björn Borg como "Vs. MacEnroe" o "1980" , así también como "Cóndor Negro", "Mermelada" y "Síndrome de Uppsala", promocionando el trabajo discográfico en distintos conciertos y festivales, entre ellos el FFF de Ambato.
Tras editar un DVD con una presentación en el Teatro Variedades de Quito, en 2011 Biorn Borg se traslada a Nueva York para grabar su segundo álbum, Muerte Súbita, que lanzan en 2012, promocionando el clip "E.T.". Tras participar en el Quito Fest en agosto de ese año, la banda anuncia sorpresivamente su separación, aunque se vuelven a juntar esporádicamente para algunos eventos, entre ellos el Volkswagen Sonemfest (2013), que incluyó presentaciones en Colombia, Panamá y Chile; El Carpazo 2015 y finalmente el Panela Fest de Latacunga, en 2018.

## Alineación
Toño Cepeda (bajo y voz) 
 Sofía Abedrabbo (voz principal) 
  Pablo Maya (guitarra) 
 Sebastián Game (guitarra)
 Bastián Napolitano (batería) 
 Jorge Izquierdo (letras)

## Discografía
- Todo se destroza (2009)
- Desde el Variedades (En vivo, 2011)
- Muerte Súbita (2012)